# Colonia Cuauhtémoc, Guerrero
Colonia Cuauhtémoc är en ort i Mexiko.   Den ligger i kommunen Atoyac de Álvarez och delstaten Guerrero, i den södra delen av landet, 290 km söder om huvudstaden Mexico City. Colonia Cuauhtémoc ligger 22 meter över havet och antalet invånare är 576.
Terrängen runt Colonia Cuauhtémoc är kuperad åt nordost, men åt sydväst är den platt. Runt Colonia Cuauhtémoc är det ganska glesbefolkat, med 26 invånare per kvadratkilometer. Närmaste större samhälle är Atoyac de Álvarez, 15,4 km nordväst om Colonia Cuauhtémoc. I omgivningarna runt Colonia Cuauhtémoc växer i huvudsak lövfällande lövskog.